# Осинский, Людвик
Людвик Осинский (пол. Ludwik Osiński; 24 августа 1775, Коцк — 27 ноября 1838, Варшава) — польский литературовед, историк и теоретик литературы, переводчик, поэт, драматург и оратор. Выпускник школы пиаристов.

## Биография
Учился в школе пиаристов в, по одним данным, Ломже, по другим — в Радоме. После завершения обучения вступил в орден пиаристов и отбывал новициат в нём, преподавая в школах. Спустя несколько лет принёс религиозные обеты пиаристов.
В 1794 году присоединился к восстанию Костюшко, служил в бельско-подляском ополчении под началом А. Карвовского. На протяжении 7 лет (1801—1807) вместе с К. Вольским управлял в Варшаве пансионом для молодых людей, читал там лекции по польскому языку и литературе. В течение этого периода активно участвовал в работе Товарищества друзей наук. Был его членом с 1801 года и на протяжении 10 лет (1804—1814) состоял его секретарём. В 1805 году отправился в Италию и Францию в качестве наставника Романа Сольтыка. В период существования Варшавского герцогства был сотрудником управления и затем министерства юстиции (сначала главным секретарём а затем писарем в кассационном суде). Получил известность своей защитой полковника Семиановского. В 1808 году женился на Розалии, дочери Войцеха Богуславского. В 1812 году присоединился к Генеральной конфедерации Королевства Польского. В 1812—1816 годах состоял в масонской ложе.
Изначально был противником Ноябрьского восстания, но в 1831 году принял в нём участие в качестве президента созданного повстанцами муниципального совета в Варшаве. Ещё 10 июля 1814 года стал директором Национального театра в Варшаве, занимая этот пост до 1827 года единолично, а затем до конца 1833 года вместе с Людвиком Адамом Дмушевским. Был профессором в Императорском варшавском университете, где преподавал литературу. В 1809—1810 годах был редактором журнала «Pamiętnik Warszawski».
Согласно ЭСБЕ, «его лекции, в сущности бывшие только набором красивых и эффектных фраз, стали привлекать громадную толпу слушателей и создали ему славу знатока и тонкого ценителя литературы». Стоял во главе собственного литературного кружка, старавшегося придерживаться традиций классицизма и противостоявшего нарождавшемуся романтизму; сам Осинский писал пародии на стихи Мицкевича, непосредственного участия в борьбе двух школ не принимал, но пользовался большим авторитетом и косвенно препятствовал печатанию стихотворений романтиков. На страницах ЭСБЕ отмечалось, что «как поэт Осинский был мастером формы — и только; стих его — звучный и гладкий, но настолько же холодный и напыщенный».
Свою литературную деятельность начал переводами произведений Корнеля («Cyd» и «Horacyjusz», 1801—1804 годы), Вольтера и других, потом написал две оды («Odwrót źwycięskiego wojska polskiego» и «Na czešć Kopernikä»). При жизни печатал немногое: в 1799 году издал сборник стихотворений, позже — «Andromeda» и переводные трагедии. В 1861 году его вдова издала собрание его произведений, в которое (кроме биографии Осинского, написанной Дмоховским) вошли переводные драмы, переводные и оригинальные стихотворения, «Wyklad literatury porównawczéj»(унив. курс), «Mowy pochwalne i obrony Sądowa», «Krytyki i Sprawozdania literackie» и другое.